# مائورو بروتو
 مائورو بروتو (به ایتالیایی: Mauro Berruto) (زاده ۸ مه ۱۹۶۹ در تورین) سرمربی والیبال اهل ایتالیا است. وی از سال ۲۰۱۰ تا ۲۰۱۴ هدایت تیم ملی ایتالیا عهده دار بود.
بروتو مربی گری را از سال ۱۹۹۴ با تیم تورینو آغاز نمود و تا سال ۲۰۰۵ هدایت تیم های المپیاکوس، کوپرا پیاچنزا، لوبه بانکا و پادوا را بر عهده داشت.
وی از سال ۲۰۰۵ تا ۲۰۱۰ به عنوان سرمربی تیم ملی فنلاند فعالیت می‌کرد و در سال ۲۰۰۷ به عنوان بهترین مربی سال فنلاند انتخاب شد. بروتو در سال‌های ۲۰۰۳ و ۲۰۰۴ دستیار مربی ایتالیا بود و در راه کسب مدال طلا مسابقات قهرمانی اروپا، نقره بازی‌های المپیک و برنز و نقره لیگ جهانی نقش بسزایی داشت. بروتو از سال ۲۰۰۸ تا ۲۰۱۰ سرمربی تیم کابگا مونتی چیاری و از سال ۲۰۱۰ تا ۲۰۱۱ سرمربی تیم لوبه بانکا ماچراتا بود.
وی از زمانی که هدایت تیم ایتالیا را بر عهده گرفت، با این تیم مدال برنز بازی‌های المپیک ۲۰۱۲ لندن، مدال نقره جام جهانی ۲۰۱۱ و مدال برنز لیگ جهانی ۲۰۱۴ را کسب کرده است.